# Carlo Gambini
Carlo Gambini Pili (Pisa, 21 gennaio 1928) è un ex calciatore italiano, di ruolo centrocampista.

## Caratteristiche tecniche
Giocava come centromediano.

## Carriera
Giocò una stagione in Serie A con la maglia della Roma, ed una stagione in Serie B nelle file del Cagliari.